# حقل الفارغ
حقل الفارغ (رومنة: Fareg) هو حقل نفطي ليبي، يقع حقل الفارغ على بعد 60 كم إلى الجنوب الغربي من حقل جالو. أكّدت دراسات اقتصادية وفنية إلى تاكيد وجود احتياطي 12.2 مليون برميل من النفط و 538 مليون برميل من المكثفات و 2.6 تريليون قدم مكعب من الغاز.
يعود تاريخ اكتشافه إلى عام 1962 وبسبب طبيعته الجيولوجية المعقدة ولأسباب اقتصادية هجرته الشركة الأجنبية. لكن في السنوات الأخيرة قامت شركة الواحة للنفط بتطويره على مرحلتين، احتفل في سبتمبر 2003 بانتهاء المرحلة الأولى وجاري العمل في تطوير المرحلة الثانية. ويضم عدد من المرافق منها محطة تجميع وفصل النفط ومحطة التسخين الفرعية ومحطة معالجة الغاز الطبيعي.

## المصدر
الموقع الرسمي: حقل الفارغ